# Contemplate (The Reason You Exist)
Contemplate (The Reason You Exist) je třetí studiové album německého trancového producenta a DJe Kai Tracid. Album vyšlo 24. února 2003.

## Seznam skladeb
| Contemplate (The Reason You Exist) | Contemplate (The Reason You Exist)  | Contemplate (The Reason You Exist) |
| Pořadí                             | Název                               | Délka                              |
| ---------------------------------- | ----------------------------------- | ---------------------------------- |
| 1.                                 | Welcome                             | 1:23                               |
| 2.                                 | Express Your Hidden Passion         | 6:57                               |
| 3.                                 | Follow Me Freely                    | 6:12                               |
| 4.                                 | 4 Just 1 Day (Energy Mix)           | 8:02                               |
| 5.                                 | Far Beyond Your Wildest Imagination | 5:42                               |
| 6.                                 | Drift Deep Into Your Own Thoughts   | 8:00                               |
| 7.                                 | I Don't Want To Live 4 Ever         | 6:15                               |
| 8.                                 | Pure Acid                           | 8:10                               |
| 9.                                 | Running Through Your Veins          | 5:25                               |
| 10.                                | Contemplate The Reason You Exist    | 3:29                               |